# Ea Hiu
Ea Hiu là một xã thuộc huyện Krông Pắc, tỉnh Đắk Lắk, Việt Nam.
Xã Ea Hiu có diện tích 12,9 km², dân số năm 1999 là 5.164 người, mật độ dân số đạt 400 người/km².